# Piagge
Piagge é uma comuna italiana da região dos Marche, Província de Pesaro e Urbino, com cerca de 971 habitantes. Estende-se por uma área de 8 km², tendo uma densidade populacional de 121 hab/km². Faz fronteira com Cartoceto, Fano, Mondavio, Montemaggiore al Metauro, San Costanzo, San Giorgio di Pesaro.